# Moller (Familienname)
Moller ist ein Familienname. Er ist eine Variante des Familiennamens „Müller“, der sich von der Berufsbezeichnung des Müllers ableitet.

## Namensträger
- Albin Moller (auch Albinus Mollerus; 1541–1618), sorbischer Theologe und Schriftsteller
- August Moller (1875–1948), deutscher Marineoffizier und Marineattaché
- Barthold Moller (Theologe) (um 1460–1530), deutscher Theologe und Hochschullehrer
- Barthold Moller (Politiker) (1605–1667), deutscher Politiker, Bürgermeister von Hamburg
- Caspar Moller (1549–1610), Hamburger Senator und Amtmann in Ritzebüttel
- Christian Friedrich August von Moller (1734–1802), königlich preußischer Generalmajor
- Craig Moller (* 1994), australisch-deutscher Basketballspieler und Australian-Football-Spieler
- Daniel Wilhelm Moller (auch: Müller, Raimund Rimand; 1642–1712), ungarischer Polyhistor
- Diedrich Moller (1622–1687), 1680–1687 Hamburger Bürgermeister
- Georg Moller (1784–1852), deutscher Architekt und Stadtplaner
- Gertraud Moller (1641–1705), deutsche Dichterin
- Hartwig Johann Moller (1677–1732), deutscher Jurist, Oberaltensekretär und Ratsherr der Freien und Hansestadt Hamburg
- Heinrich Moller (1530–1589), deutscher Theologe
- Helena Sibylla Moller (1669–1735), geborene Wagenseil, deutsche Gelehrte
- Hieronymus Hartwig Moller (Politiker) (1641–1702), deutscher Jurist und Politiker, Bürgermeister von Hamburg
- Hieronymus Hartwig Moller (Richter) (1711–1780), deutscher Jurist und Richter
- Joachim Moller der Ältere (1500–1558), deutscher Kaufmann und Ratsherr
- Joachim Moller der Jüngere (1521–1588), braunschweig-lüneburgischer Kanzler
- Johann Moller (Oberalter) (um 1540–1606), deutscher Oberalter in Hamburg
- Johann Moller (Jurist) (um 1610–1672), deutscher Jurist
- Johann Moller (Schriftsteller) (1661–1725), deutscher Schriftsteller und Literaturhistoriker
- Karl Friedrich von Moller (1690–1762), preußischer Oberst der Artillerie
- Lorraine Moller (* 1955), neuseeländische Leichtathletin
- Martin Moller (1547–1606), geistlicher Dichter
- Mathias Peter Moller (1854–1937), dänisch-US-amerikanischer Orgelbauer
- Mike Moller (* 1962), kanadischer Eishockeyspieler
- Olaus Heinrich Moller (1715–1796), deutscher Literaturhistoriker, Genealoge und Gymnasiallehrer
- Patricia Moller (* 1944), US-amerikanische Diplomatin
- Paul Moller (* 1936), kanadischer Entwickler und Erfinder des Moller Skycars
- Polly Moller, US-amerikanische Komponistin, Flötistin und Improvisationsmusikerin
- Randy Moller (* 1963), kanadischer Eishockeyspieler
- Ulrich Moller (Ratsherr) (1690–1761), deutscher Kaufmann und Politiker
- Ulrich Moller (Kaufmann) (1733–1807), deutscher Kaufmann und Kunstmäzen
- Ulrich Philipp Moller (1836–1926), deutscher Jurist und Politiker, MdHB
- Vincent Moller (1560–1621), 1599–1621 Hamburger Bürgermeister